# Drapeau et armoiries du canton du Valais
Le drapeau et les armoiries valaisannes sont des emblèmes officiels du canton du Valais.

## Signification
Le blanc et le rouge sont les couleurs de la principauté épiscopale de Sion.
Les étoiles ont représenté les dizains, aujourd'hui districts, constitutifs de la première république afin de montrer l'égalité entre eux. Ainsi, à l'instar du drapeau des États-Unis, le drapeau valaisan a évolué au fil des époques avec un nombre d'étoiles évolutif à chaque intégration de nouveaux territoires sous sa juridiction.

## Histoire
Dès 999, l'évêque de Sion devient comte du Valais. Le territoire valaisan est divisé en dizains et s'étend de Martigny au Haut-Valais,. Chaque dizain possède sa propre bannière. Les actes officiels sont signés avec le sceau de l'évêque, du chapitre ou du dizain concerné. En 1032, le comté est intégré au Saint-Empire romain germanique et, à partir de 1189, il devient la principauté épiscopale de Sion. La première bannière épiscopale est attestée en 1220. Celle-ci est probablement partie de blanc et de rouge, en référence à l'ancien emblème de l'évêché,. Elle est déployée en combat par le gouverneur de Sion Pierre II de la Tour, sur demande de l'évêque. Cette même pratique est relevée par des sources en 1342.

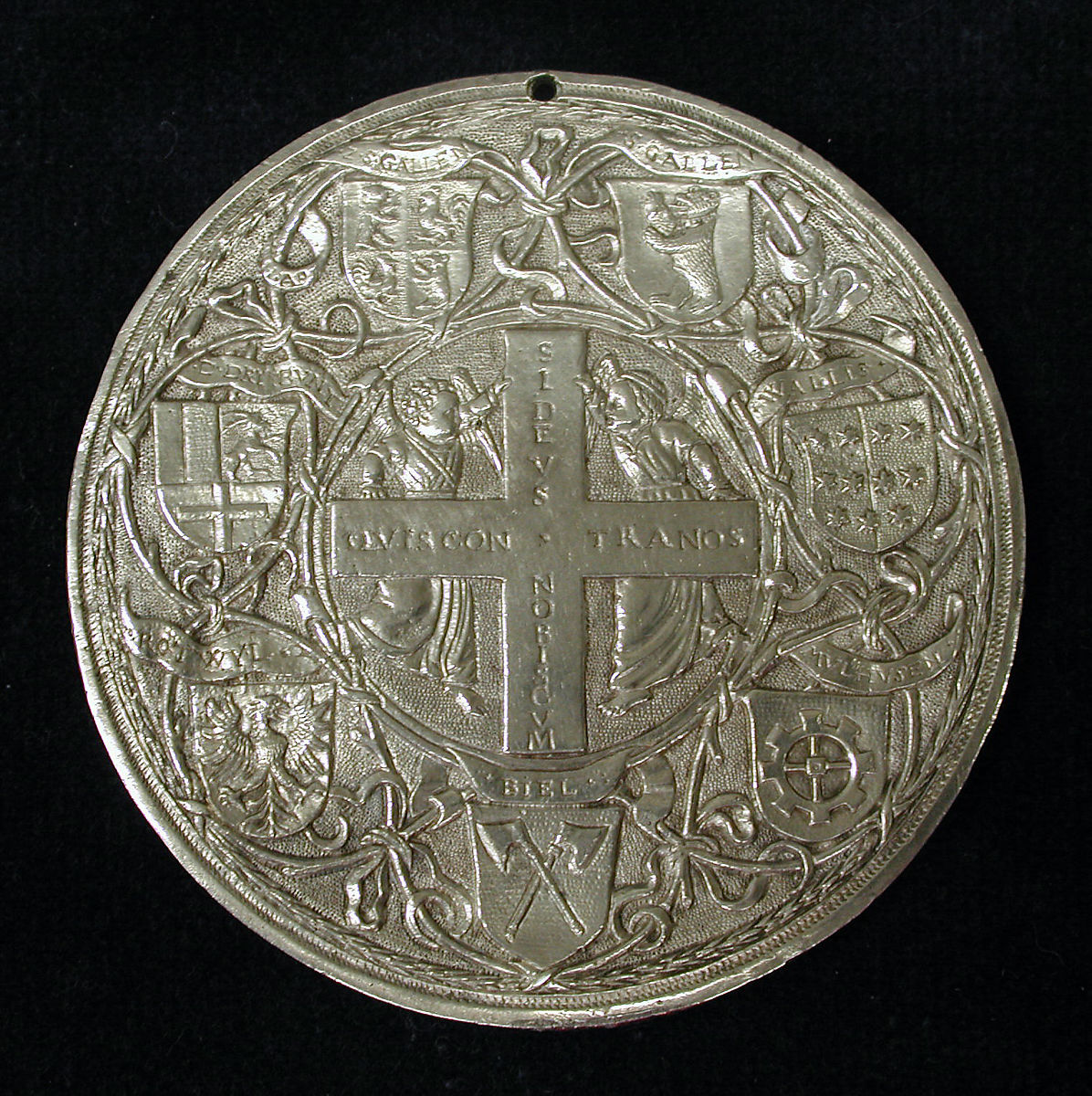
Médaille de 1548 sur laquelle les armoiries du Valais sont représentées avec onze étoiles.

Les armes du Valais naissent en même temps que celles de Sion, lorsque la bannière épiscopale est dotée de ses premières étoiles, attestées à partir du début du XVIe siècle,. Le nombre d'étoiles varie au cours du siècle ; elles sont notamment représentées au nombre de neuf — cinq de dextre et quatre de senestre — en 1507 et 1515, six entre 1511 et 1519, dix en 1521, seize en 1530, sept — une étoile centrée et entourée de six autres — en 1538 et onze — six de dextre et cinq de senestre — en 1548. Cette dernière représentation, sur une médaille du forgeron Hans Jacob Stampfer (en) offerte par la Confédération suisse à la princesse Claude de France, peut être considérée comme la première manifestation officielle des emblèmes de la souveraineté valaisanne. En 1582, sept étoiles à six branches sont attestées pour la première fois sur un document officiel. Dès la fin du XVIe siècle, ce nombre devient l'usage officiel, représentant les sept dizains : Brigue, Conches, Loèche, Rarogne, Sierre, Sion et Viège.
Au XVIIIe siècle, un sceau portant les armoiries du Valais est réalisé avec sept étoiles à cinq rais. En 1798, à la suite de l'invasion de Napoléon Ier, le Valais intègre la République helvétique, dont les couleurs sont le vert, le rouge et le jaune,. Quatre ans plus tard, le Valais, sous le nom de République rhodanienne, comprend cinq dizains en plus : Hérens, Martigny, Entremont, Saint-Maurice et Monthey. Les armes sont dès lors définies comme portant douze étoiles. Après que la République rhodanienne est intégrée à l'Empire français sous la forme du département du Simplon (1810-1813), le canton adhère à la Confédération suisse en 1815. La création du dizain de Conthey la même année amène le nombre d'étoiles à treize. Celles-ci sont alors représentées de la même manière que le sceau du XVIIIe siècle.

Évolution du drapeau du canton du Valais.
1582 à 1798  (République des Sept Dizains)
1802 à 1810 1813 à 1815
Depuis 1815

## Descriptions

### Description vexillologique
La description vexillologique du drapeau valaisan est « Parti de blanc et de rouge à treize étoiles, cinq en pal sur le trait du parti, accostées de quatre en pal à dextre et quatre à senestre, le tout de l'un en l'autre ». La pointe supérieure des étoiles doit regarder vers le haut et le blanc est toujours hissé du côté de la hampe.

### Description héraldique
La description héraldique des armoiries valaisannes est « Parti d'argent et de gueules, à treize étoiles, posées en trois pals 4, 5 et 4, de l'un en l'autre ». 

## Autre représentation vexillologique et héraldique
Le drapeau est également décliné sous forme d'oriflamme, soit en queue de pie, soit en base plate. L'oriflamme des cantons reprenant le drapeau cantonal dans sa partie supérieure et les couleurs cantonales dans la partie inférieure est appelée un drapeau « complet ». 

Drapeau complet valaisan.

## Utilisations
Le drapeau et les armoiries sont identiques. Le blanc est toujours du côté du mât du drapeau, et sur les armoiries à la droite héraldique. Les étoiles ont toujours la pointe tournée vers le haut.
Les armoiries du Valais se retrouvent sur les plaques d'immatriculation arrières de véhicules enregistrés dans le canton du Valais.

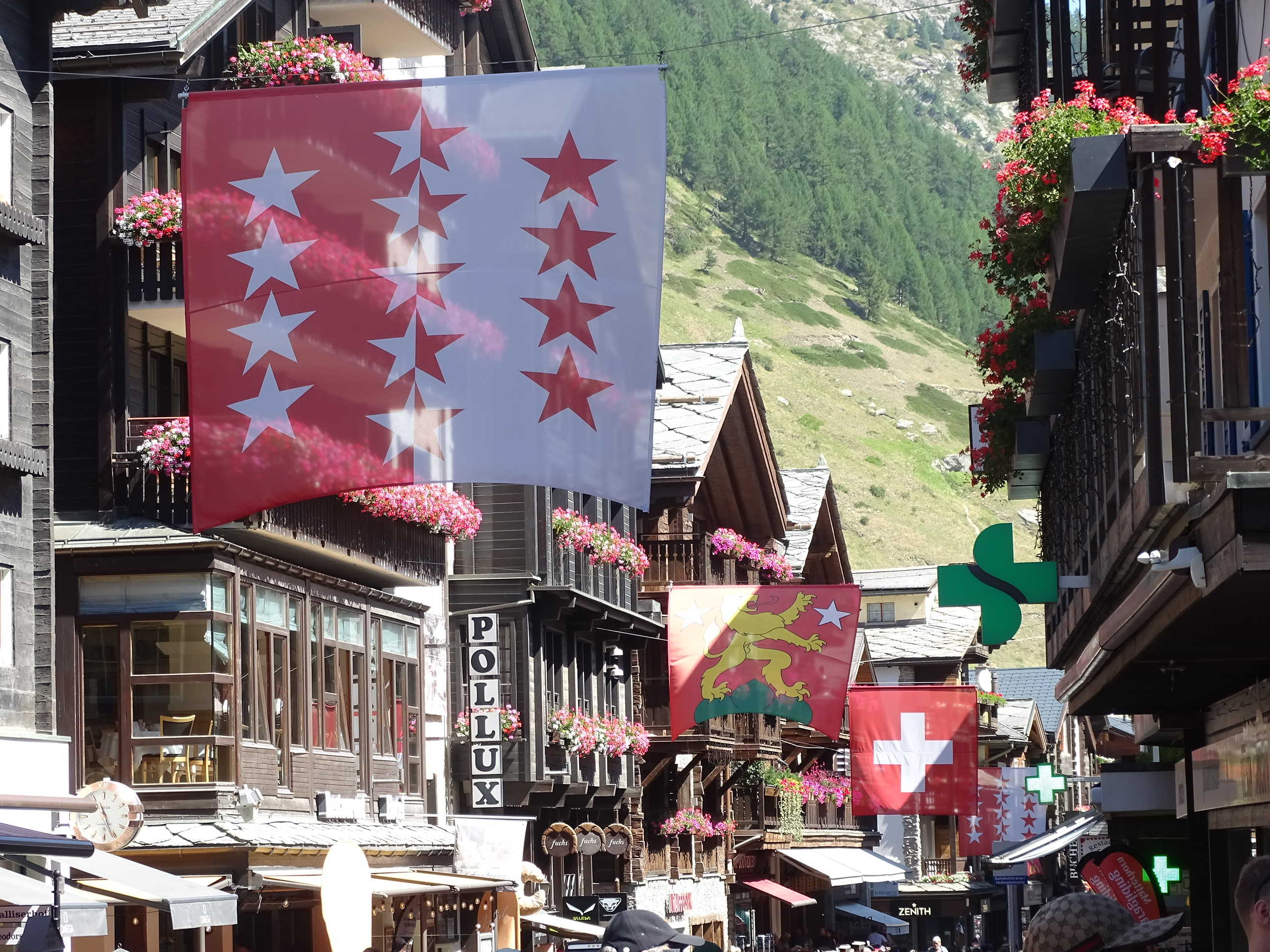
Le drapeau valaisan pendu à la Bahnhofstrasse de Zermatt.
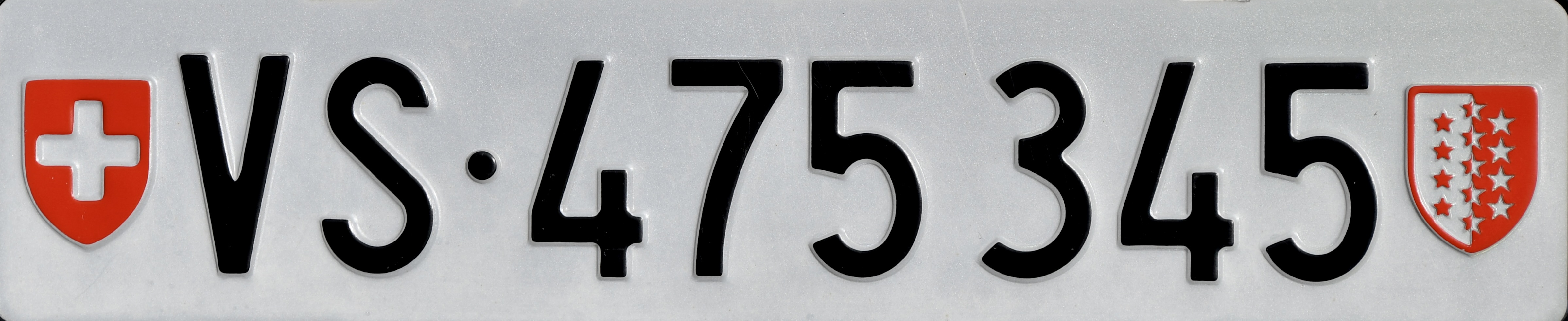
Plaque d'immatriculation arrière valaisanne.

## Dans la culture populaire
Le parcours du FC Sion en coupe de Suisse de football a souvent été illustré par les treize étoiles du drapeau valaisan. En effet, en 2015, le club parvient à une treizième victoire sur treize finales jouées par le club.